# Indonèsia
La República d'Indonèsia (Republik Indonesia en indonesi) és un Estat insular del sud-est d'Àsia situada a la Insulíndia, l'arxipèlag més gran del món, entre Indo-xina i Austràlia i entre els oceans Índic i Pacífic. Indonèsia està integrada per 17.508 illes que es poden agrupar d'est a oest en Sumatra i les illes de la Sonda, Borneo, Cèlebes, les Moluques i Nova Guinea. Amb una població estimada de 275 milions d'habitants, és el quart país més poblat del món i el més poblat de majoria musulmana. La capital és Nusantara.
Indonèsia és un estat transcontinental. Té fronteres terrestres amb Malàisia (al nord de l'illa de Borneo), amb Papua Nova Guinea (a l'est de l'illa de Nova Guinea) i amb el Timor Oriental (a l'est de l'illa de Timor). Al nord-oest d'Indonèsia, l'illa de Sumatra està separada de la Malàisia continental per l'estret de Malaca; al nord-est, té a prop de l'illa de Cèlebes i les Moluques l'illa filipina de Mindanao, i al nord de Nova Guinea hi ha els Estats Federats de Micronèsia; al sud-est hi té Austràlia. Els límits marítims són la mar d'Andaman, la mar de la Xina Meridional, la mar de Cèlebes, la mar de les Moluques i l'oceà Pacífic al nord; la mar d'Arafura i la mar de Timor al sud, i l'oceà Índic al sud i a l'oest.
L'arxipèlag indonesi ha estat una regió de comerç important del segle vi ençà, quan el Regne de Srivijava mantenia contactes comercials amb la Xina i l'Índia. Els governadors locals gradualment van adoptar els models culturals, religiosos i polítics indis des dels primers segles dC, i s'hi van desenvolupar regnes hinduistes i budistes. Posteriorment, els mercaders musulmans hi van portar l'islam. Les potències europees van provar de monopolitzar el comerç amb les illes durant l'Era dels descobriments.
Després de tres segles de colonialisme neerlandès, Indonèsia va assolir la independència després de la Revolució Nacional Indonèsia en 1949 en acabar la Segona Guerra Mundial en la que va ser ocupada pel Japó, que va desmantellar gran part de l'estat colonial i l'economia holandesa.
L'economia del país va créixer ràpidament durant les dècades de 1980 i 1990 atesa l'abundància de recursos naturals i el desenvolupament dels sectors manufacturer i de serveis, tot i que la pobresa i la desigualtat encara són un problema molt greu. La crisi econòmica d'Àsia de 1997 va afectar greument Indonèsia i va produir canvis polítics importants, com ara la renunciació del president Suharto que havia estat en el poder per més de trenta anys.

## Etimologia
El nom d'"Indonèsia" es deriva del llatí Indus, que vol dir "Índia" i del grec nesos, que vol dir "illa". El nom data del segle xviii, molt abans de la formació de l'Estat indonesi contemporani. El 1850, George Windsor Earl, un etnòleg anglès proposà els termes Indunesians i malayunesians per referir-se als habitants de l'"Arxipèlag Indi" o l'"Arxipèlag Malai". El mateix any, un estudiant d'Earl, James Richardson Logan, va fer ús del terme "Indonèsia" com a sinònim d'"Arxipèlag Indi". Tanmateix, els documents acadèmics neerlandesos a les Índies Orientals Neerlandeses refusaven de fer ús del terme "Indonèsia"; per contra, feien ús dels termes "Arxipèlag Malai" (Maleische Archipel), les Índies Orientals Neerlandeses (Nederlandsch Oost Indië), "L'Est" (de Oost); i fins i tot Insulinde.
A partir de 1900, el nom "Indonèsia" es va tornar més comú dins els cercles acadèmics fora dels Països Baixos, i els grups nacionalistes indonesis el van adoptar en les seves expressions polítiques. Adolf Bastian, de la Universitat Humboldt de Berlín, va popularitzar el terme en el seu llibre Indonesien oder die Inseln des Malayischen Archipels, 1884-1894. El primer universitari indonesi a fer ús del nom va ser Ki Hajar Dewantara (Suwardi Suryaningrat), quan va establir una impremta als Països Baixos amb el nom Indonesisch Pers-bureau el 1913.

## Geografia física

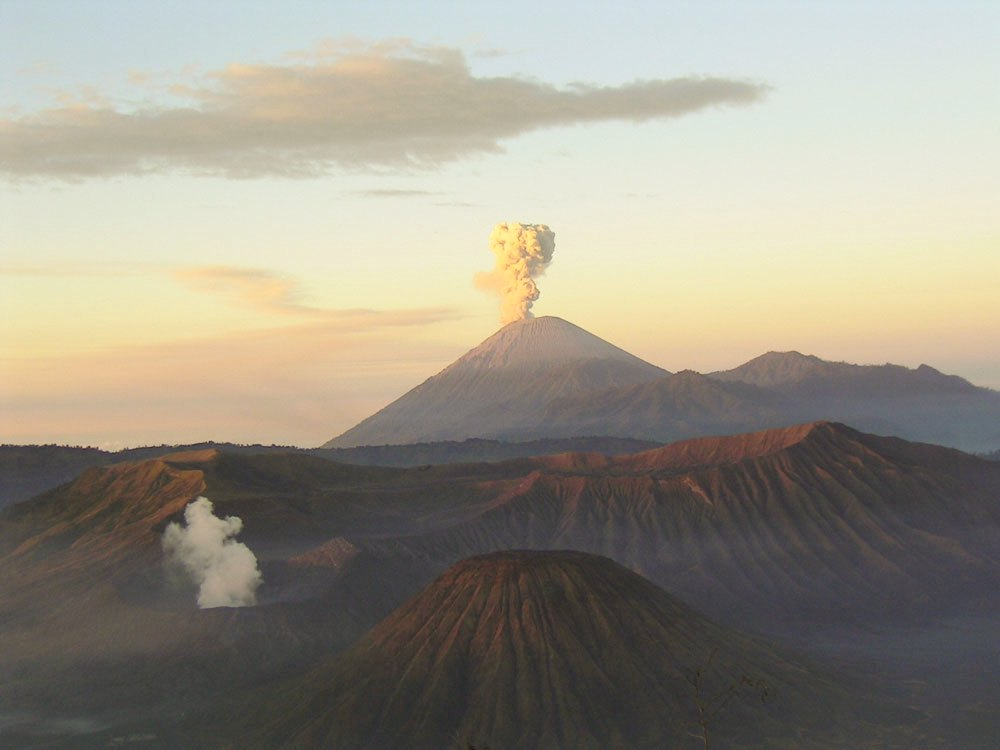
El Mont Semeru, també conegut com el Mahameru, "La Gran Muntanya"

Indonèsia és formada per 17.508 illes, de les quals 6.000 són habitades. Les illes són situades al nord i al sud de la línia de l'equador. Les més grans són Java, Sumatra, Kalimantan (la secció indonèsia del Borneo), Nova Guinea (compartida amb Papua Nova Guinea), i Sulawesi. Indonèsia té fronteres terrestres polítiques amb Malàisia a les illes de Borneo i Sebatik, Papua Nova Guinea a l'illa de Nova Guinea i Timor Oriental a l'illa de Timor. La capital, Jakarta, és a Java, i és la ciutat més gran de la nació, seguida de Surabaya, Bandung, Medan i Semarang.
Amb 1.919.440 quilòmetres quadrats, Indonèsia és el 16è país més gran del món en superfície La seva densitat de població és de 134 persones per quilòmetre quadrat, ocupa la 79a posició en el món, tot i que Java, l'illa més poblada del món, té una densitat de població de 940 persones per quilòmetre quadrat. Amb 4.884 m, Puncak Jaya, a Papua, és el pic més elevat d'Indonèsia, i el llac Toba, a Sumatra, és el llac més gran amb una superfície de 1.145 quilòmetres quadrats. Els rius més llargs del país són a Kalimantan, entre els quals, el Mahakam i Barito; dits rius són els lligams de comunicació i transport entre els diversos assentaments a les ribes.
Atesa la posició d'Indonèsia als extrems de les plaques tectòniques pacífica, eurasiàtica i australiana hi ha nombrosos volcans i els terratrèmols hi són freqüents. Indonèsia té almenys 150 volcans actius, incloent-hi Krakatoa i Tambora, ambdós coneguts per les seves devastadores erupcions en el segle xix. L'erupció del supervolcà de Toba, fa aproximadament 70.000 anys, va ser una de les erupcions més grans i una catàstrofe global, segons algunes teories. Les cendres volcàniques són un dels contribuents més importants a la fertilitat agrícola la qual cosa ha sostingut històricament les grans densitats de població de Java i Bali.
Situat sobre l'equador, Indonèsia té un clima tropical amb dues estacions monsòniques humida i seca. La precipitació anual mitjana a les terres baixes varia entre 1.780 a 3.175 mm, i és de 6.100 mm a les regions muntanyoses. Les àrees muntanyoses, en particular la costa occidental de Sumatra, Java Oriental, Kalimantan, Sulawesi i Papua reben la major quantitat de precipitació. La humitat és relativament elevada, amb una mitjana del 80%. Les temperatures varien poc durant l'any.
Atesa la seva extensió, clima i geografia, Indonèsia ocupa la segona posició en biodiversitat del món; la seva flora i fauna són una combinació entre les espècies asiàtiques i australianes.

## Política i govern

### Estructura de govern

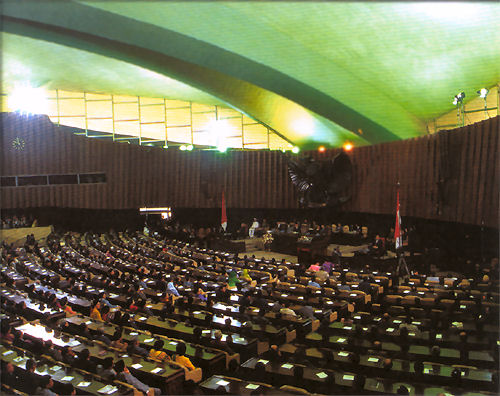
Sessió del Consell Representatiu Popular

Indonèsia és una república presidencialista unitària. Després de la renúncia del president Suharto el 1998, les estructures política i governamental indonèsies han estat reformades. Quatre esmenes a la constitució d'Indonèsia de 1945 han reestructurat les branques executiva, legislativa i judicial. El president d'Indonèsia és el cap d'Estat, comandant en cap de les Forces Armades Nacionals Indonèsies i el director del govern intern i els afers exteriors. El president designa un consell de ministres que no necessàriament han de ser membres del parlament. Les eleccions presidencials del 2004 van ser les primeres en què el poble va elegir directament el president i el vicepresident. Un president pot estar en el càrrec un màxim de dos períodes de cinc anys.
La facultat legislativa a nivell nacional recau sobre l'Assemblea Consultiva Popular (MPR). Les seves funcions principals són donar suport i esmenar la constitució, presidir la inauguració del president i formalitzar la política estatal. Té el poder d'impugnar el president. L'MPR està integrada per dues cambres: el Consell Representatiu Popular (DPR) amb 550 membres i el Consell Representatiu Regional (DPD), amb 128 membres. El DPR aprova les lleis i supervisa la branca executiva; els membres hi són elegits per períodes de cinc anys mitjançant la representació proporcional. Les reformes des del 1998 han incrementat el paper del DPR en el govern nacional. La DPD és una nova cambra encarregada de la gestió regional.
La majoria de les disputes civils es presenten davant una Cort Estatal, i les apel·lacions es fan davant l'Alta Cort. La Cort Suprema és la cort més important i rep les apel·lacions de cassació i realitza revisions dels casos. Altres corts són la Cort Comercial, que revisa els casos de fallida i insolvència, la Cort Estatal Administrativa que presideix els casos contra el govern, la Cort Constitucional que jutja les disputes quant a la legalitat de la llei, les eleccions generals, la dissolució dels partits polítics i l'autoritat de les institucions estatals, i la Cort Religiosa, per a casos específics de religió.

### Afers exteriors i defensa
A diferència de l'antipatia antiimperialista a les potències occidentals de Sukarno i les tensions amb Malàisia, les relacions exteriors d'Indonèsia des del "Nou Ordre" de Suharto han estat basades en la cooperació econòmica i política amb les nacions occidentals. Indonèsia té relacions estretes amb els seus veïns asiàtics, i és membre fundador de l'Associació de les Nacions del Sud-est d'Àsia i de la Cimera del Sud-est d'Àsia. Indonèsia va restaurar les relacions amb la República Popular de la Xina el 1990 després que aquestes es trenquessin amb les purgues anticomunsites de l'era de Suharto. Ha estat membre de les Nacions Unides des de 1950, i va ser un dels fundadors del Moviment No Alineat i l'Organització de la Conferència Islàmica. Indonèsia és membre de l'Àrea de Lliure Comerç de l'Associació de Nacions del Sud-est Asiàtic, el Grup Cairns i l'Organització Mundial de Comerç, i ha estat membre de l'OPEC, tot i que ha començat a retirar-se del càrtel, ja que ja no és un exportador net de petroli. Indonèsia ha rebut ajut humanitari i de desenvolupament des de 1966, en especial dels Estats Units, Europa occidental i el Japó.
El govern indonesi ha col·laborat amb altres països per a capturar i jutjar els autors de diversos atacs relacionats amb els militants d'Al-Qaeda i el terrorisme islamista.

### Divisió administrativa
Article principal: Províncies d'Indonèsia.
Administrativament, Indonèsia està dividida en 34 províncies, cinc de les quals tenen un estatus especial. Cada província té el seu governador i parlament propis. Les províncies se subdivideixen en regències (kabupaten) i ciutats (kota), i aquestes se subdivideixen al seu torn en subdistrictes (kecamatan) i aquests en pobles (desa o kelurahan). Després de la implementació de les polítiques d'autonomia regional el 2001, les regències i les ciutats han esdevingut unitats administratives claus, responsables de proveir la majoria dels servies governamentals. L'administració dels pobles és la més influent en les vides dels ciutadans i gestionen els afers de poble o veïnat mitjançant un kurah o kepala desa (cap del poble).
Les províncies d'Aceh, Jakarta, Yogyakarta, Papua i Papua Occidental gaudeixen de més privilegis legislatius i un grau d'autonomia major del govern central que no pas les altres províncies. El govern d'Aceh, per exemple, té el dret de crear un sistema legal independent; el 2003 va instituir una forma de sharia o llei islàmica. Yogyakarta va rebre l'estatus de regió especial en reconeixement del seu paper crucial en donar suport als republicans indonesis durant la Guerra d'independència. Els descendents del Sultan de Yogyakarta i Pakualaman tenen preferència en els càrrecs de governador i vice governador respectivament, com seria el cas en un sultanat. Papua, anteriorment coneguda com a Irian Jaya, va rebre un estatus especial d'autonomia el 2001. Jakarta va rebre l'estatus especial com a capital de la nació.
Les províncies són les següents:
- Aceh (territori especial)
- Bali
- Bangka-Belitung
- Banten
- Bengkulu
- Borneo Central (Kalimantan Tengah)
- Borneo Meridional (Kalimantan Selatan)
- Borneo Occidental (Kalimantan Barat)
- Borneo Oriental (Kalimantan Timur)
- Borneo Septentrional (Kalimantan Utara)
- Cèlebes Central (Sulawesi Tengah)
- Cèlebes Meridional (Sulawesi Selatan)
- Cèlebes Occidental (Sulawesi Barat)
- Cèlebes Septentrional (Sulawesi Utara)
- Cèlebes Sud-oriental (Sulawesi Tenggara)
- Gorontalo
- Illes Petites de la Sonda Occidentals (Nusa Tenggara Barat)
- Illes Petites de la Sonda Orientals (Nusa Tenggara Timur)
- Illes Riau (Kepulauan Riau)
- Jakarta (territori especial de la capital)
- Jambi
- Java Central (Jawah Tengah)
- Java Occidental (Jawah Barat)
- Java Oriental (Jawah Timur)
- Lampung
- Moluques (Maluku)
- Moluques Septentrionals (Maluku Utara)
- Papua (territori especial; abans, Irian Jaya)
- Papua Occidental (Papua Barat, abans Irian Jaya Barat)
- Riau
- Sumatra Meridional (Sumatera Selatan)
- Sumatra Occidental (Sumatera Barat)
- Sumatra Septentrional (Sumatera Utara)
- Yogyakarta (territori especial)

## Economia

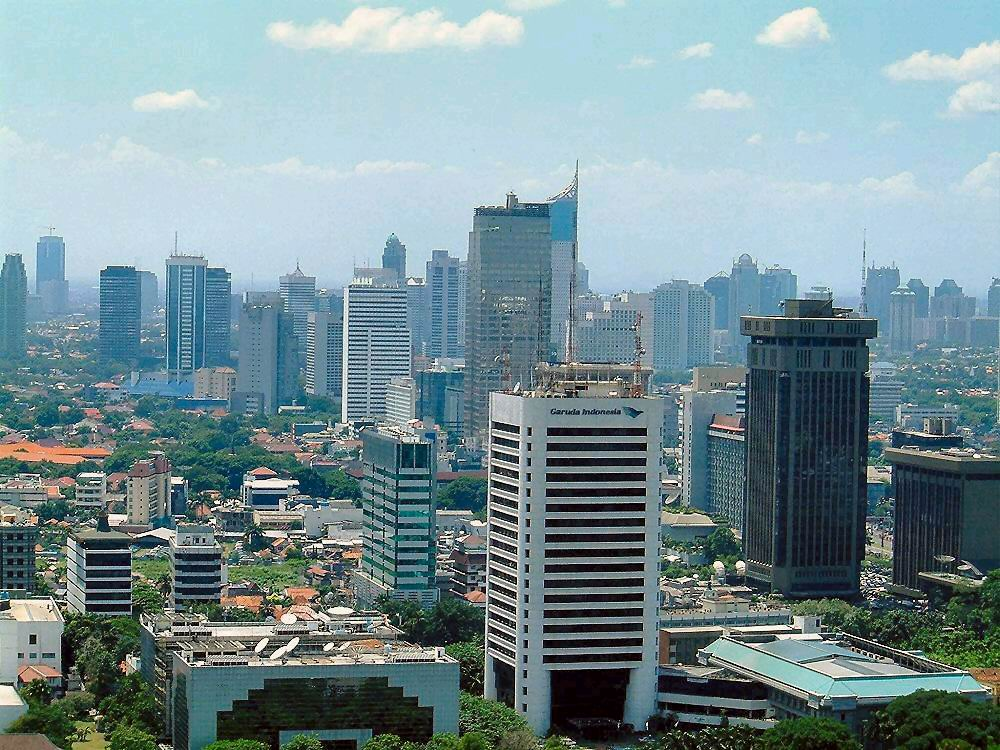
Jakarta, capital i centre comercial d'Indonèsia

El Producte interior brut (PIB) estimat d'Indonèsia, el 2007, va ser de 408.000 milions de dòlars (o 1,038 bilions en paritat de poder adquisitiu). El mateix any, el PIB per capita estimat va ser de $1.182 en termes nominals i de $4.616 en paritat de poder adquisitiu. El sector dels serveis, el 2005, representava el 45,3% del PIB nacional, seguit del sector industrial, amb 40,7%, i l'agricultura, amb el 14%. Al sector agrícola hi treballa un alt percentatge de la població, el 44,3% de la força laboral de 95 milions de persones, seguit del sector dels serveis (36,9%) i de l'industrial (18,8%). Les indústries més importants són la indústria petroliera i de gas natural, la indústria tèxtil i la mineria. Els productes agrícoles més importants són l'oli de palma, l'arròs, el te, el cafè i les espècies. Els principals mercats d'exportació per a Indonèsia (2005) són el Japó (22,3%), els Estats Units (13,9%), la Xina (9,1%), i Singapur (8,9%). Els principals països d'importació són el Japó (18,0%), la Xina (16,1%) i Singapur (12,8%).
El 1960, l'economia es va deteriorar dràsticament com a resultat de la inesetabilitat política. Després de la caiguda del president Sukarno, l'administració del Nou Ordre va aplicar mesures de disciplina en l'ecnomia política per tal de reduir la inflació, estabilitzar la moneda, reestructurar el deute extern i atreure la inversió i l'ajut estrangers. Indonèsia és l'únic membre de l'OPEC que prové del sud-est asiàtic, i durant la dècada de 1970, els preus elevats del petroli van ser una font dre recursos que van contribuir a mantenir taxes elevades de creixement. La caiguda dels preus del petroli va provocar un ralentiment de les taxes de creixement durant la dècada de 1980. A finals d'aquesta dècada, es va introduir una sèrie de reformes que incloïen un pla per a la devaoluació de la moneda per millorar la competitivitat de les exportacions, i la desregulació del sistema financer. Amb l'augment de la inversió estrangera, especialment al sector manufacturer orientat a les exportacions, l'economia va créixer en una mitjana del 7%. Indonèsia va ser greument afectat per la crisi financera asiàtica de 1997 i 1998. La moneda es va devaluar de Rp. 2.000 a 18.000 per dòlar dels Estats Units, i l'economia va caure 13,7%. Des d'aleshores, la rúpia s'ha estabilitzat en Rp. 10.000 per dòlar, i s'ha produït una recuperació lenta però significativa. La inestabilitat política, la lenta reforma econòmica i la corrupció en tots els nivells de govern i dels negocis, han contribuït negativament a la recuperació.
L'economia indonèsia és considerada com una de les noves economies emergents al món, amb un grup de països agrupats amb el nom de CIVETS.

## Geografia humana i societat

### Dades demogràfiques
Vegeu també: Població indonèsia per província
La població d'Indonèsia segons el cens nacional de 2000 va ser de 206 milions, i l'Oficina Cenral d'Estadística i Statistics Indonesia estimen una població de 222 milions per al 2006. De la població total, 130 viuen a l'illa de Java, l'illa més poblada del món. Malgrat els esforços del govern en el control de la natalitat des de la dècada de 1960, s'espera que la població arribi als 315 milions el 2035, segons la taxa de creixement poblacional actual d'1,25%.

### Etnografia
La majoria dels indonesis s'agrupen en dos grups, els descendents dels parlants de llengües austronèsies que s'originaren a Taiwan, seguit dels descendents dels melanesis que habiten la regió oriental del país. Hi ha al voltant de 300 ètnies nadiues d'Indonèsia, i s'hi parlen 742 llengües i dialectes diferents. El grup ètnic més nombrós són els javanesos que representen el 42% de la població total. Els sundanesos, els malais i els maduresos són els grups no javanesos més nombrosos. Hi ha un sentiment d'unió nacional que coexisteix amb sentiments d'identitat regionals. Tot i que, en termes generals, hi ha una unió social, les tensions religioses i ètniques han produït actes de violència extrema. Els indonesis xinesos són una minoria petita, menys de l'1% de la població total, però influent.

### Llengües
La llengua nacional oficial és l'indonesi, l'ensenyament de la qual és obligatori a les escoles, i per tant, és parlada per tota la població. És la llengua de negocis, política, dels mitjans de comunicació nacionals i de les universitats. Va ser la lingua franca originalment en tota la regió, incloent-hi Malàisia i, per tant, és molt propera al malai. L'indonesi va ser promogut pels nacionalistes durant la dècada de 1920, i va ser declarada com a llengua oficial després de la independència el 1945. La majoria dels indonesis parlen almenys una de les llengües locals, sovint com a primera llengua. D'aquestes, el javanès és la més estesa, com a llengua del grup ètnic més gran. Per altra banda, a Papua es parlen al voltant de 500 llengües papuanes i austronèsies nadiues, en una regió de només 2,7 milions de persones.

### Religió
Tot i que la llibertat religiosa és protegida constitucionalment, el govern reconeix oficialment només sis religions o denominacions: l'islam, el protestantisme, el catolicisme romà, l'hinduisme, el budisme i el confucianisme. Tot i no ser un estat islàmic, Indonèsia és l'estat musulmà més poblat; el 86,1% dels indonesis van declarar professar l'islam en el cens del 2000. El 8,7% de la població és cristiana, el 3% és hindú, i l'1,8% és budista o practica una altra religió. La majoria dels hindus indonesis són balinesos, i la majoria dels budistes en l'actualitat són xinesos. Tot i ser religions minoritàries en l'actualitat, l'hindusime i el budisme van definir la cultura d'Indonèsia. L'islam va ser adoptat pels indonesis al nord de Sumatra el segle xiii, per la influència dels mercaders, i va esdevenir la religió dominant del país per al segle xvi. El catolicisme romà va ser portat a Indonèsia pels primers colons i missioners portuguesos, i les denominacions protestants van sorgir a partir dels esforços missioners dels calvinistes neerlandesos durant l'època colonial.

## Cultura
Indonèsia té més de 300 grups ètnics, cadascun amb diferències i identitats culturals que s'han desenvolupat durant segles, i influenciades per les cultures àrab, xinesa, malai i europea. Les danses tradicionals javaneses i balineses, per exemple, contenen aspectes de la cultura i mitologia hindú. Les influències més dominants en l'arquitectura indonèsia han estat principalment índies; tanmateix, les influències xinesa, àrab i europea també han estat significatives. Els esports més populars són el badminton i el futbol; els esports tradicionals són el sepaktakraw així com les arts marcials indonèsies (pencak Silat).

## Història

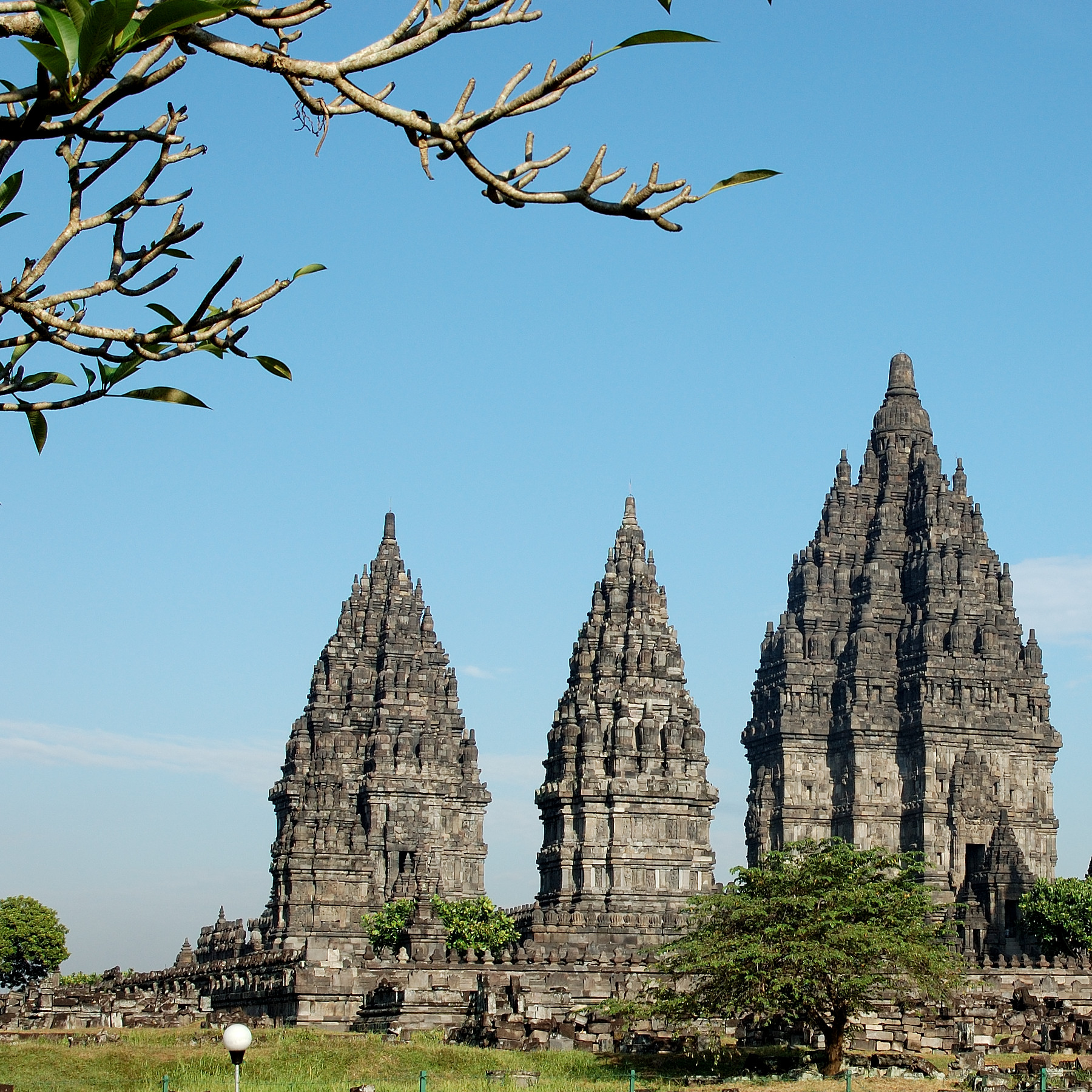
El complex de Prambanan, un dels complexos arquitectònics hindús més grans del sud-est asiàtic

Restes fossilitzades de l'homo erectus, popularment conegudes con l'Home de Java, suggereixen que l'arxipèlag indonesi fou habitat entre fa 2 milions i 500.000 anys. El poble austronesi, que constitueix la majoria de la població actual, emigrà al sud-est asiàtic del Taixan. Arribaren a Indonèsia al voltant del 2000 aC i replegaren els pobles melanesis nadius a les regions orientals en expandir-se. Les condicions del territori permeteren el desenvolupament de l'agricultura i el sorgiment de pobles, ciutats i petits regnes durant el primer segle dC. La posició estratègica d'Indonèsia fomentà el comerç intern i extern. Per exemple, els enllaços comercials amb els regnes indis i la Xina foren establerts molt abans de l'era cristiana. Des d'aleshores, el comerç ha definit la història d'Indonèsia.
Des del segle vii dC, el poderós regne naval Srivijaya florí com a resultat del comerç i les influències de l'hinduisme i el budisme que aquest portà. Entre els segles VIII i X dC, les dinasties agrícoles budista de Saliendra i hinduista de Mataram prosperaren i declinaren Java, deixant grans monuments religiosos com ara el Borobudur i el Prambanan. El regne hinduista de Majapahit es creà a l'est de Java en el segle xiii, i sota Gajah Mada, la seva influència s'estengué més enllà d'Indonèsia; aquest període és conegut com l'"Era Daurada" de la història indonèsia.

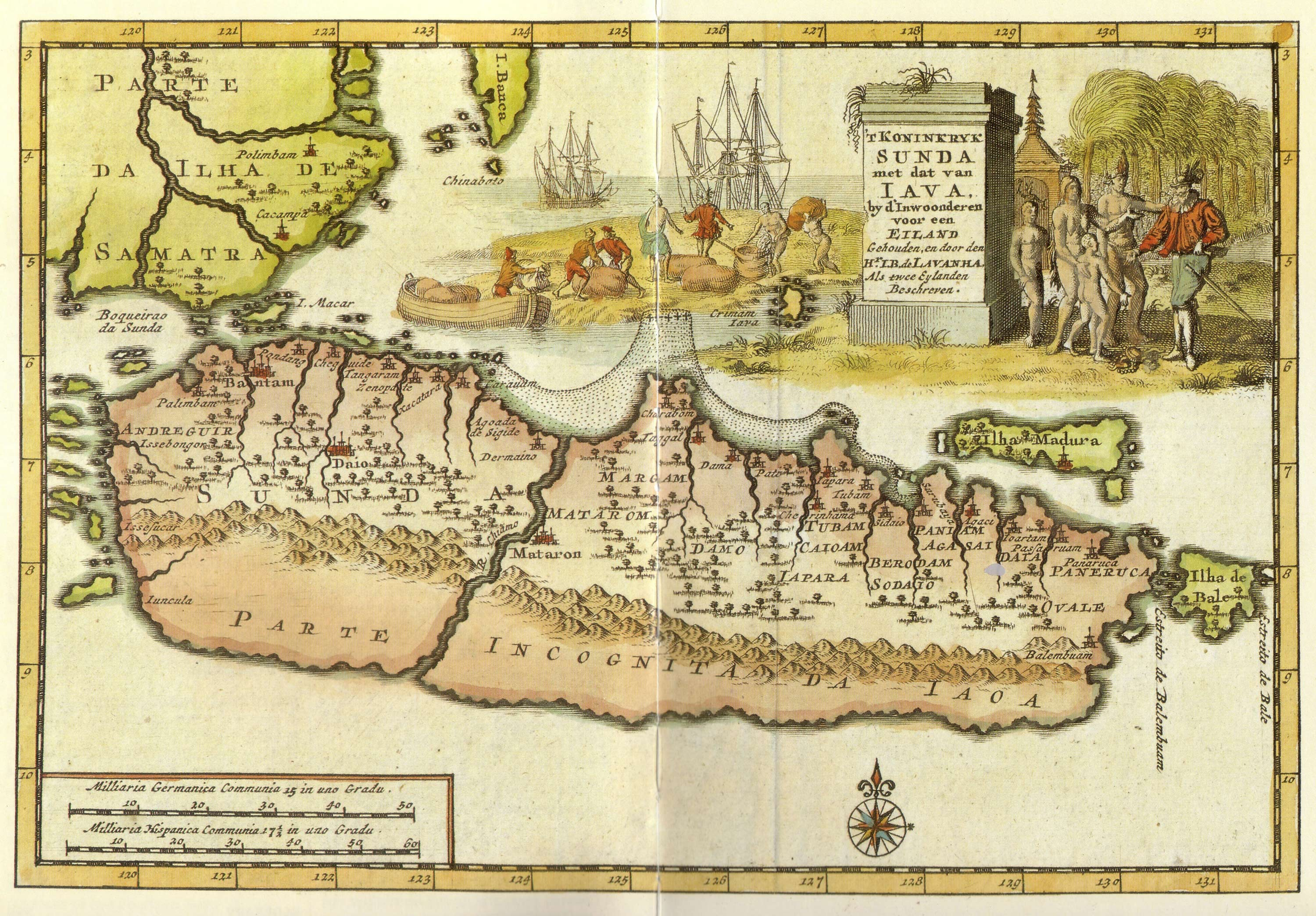
Mapa neerlandès d'Indonèsia

Tot i que les mercaders musulmans viatjaren al Sud-est asiàtic al començament de l'era islàmica, les primeres evidències de poblacions islàmiques a Indonèsia daten del segle xiii a la regió septentrional de Sumatra. Altres àrees indonèsies gradualment adoptaren l'islam, i aquest es convertí en la religió dominant a Java i Sumatra a finals del segle xvi. L'islam es mesclà amb les influències religioses i culturals ja existents, la qual cosa formà una pràctica diferenciada de l'islam a Indonèsia, en especial a Java. Els primers europeus arribaren a Indonèsia el 1512, quan els mercaders portuguesos, encapçalats per Francisco Serrão, provaren de monopolitzar les fonts de nou moscada, clavell d'espècia i cubeba a les illes Maluku. Els seguiren els mercaders neerlandesos i britànics. El 1602 els neerlandesos establiren la Companyia Holandesa de les Índies Orientals, i es convertí en la potència europea dominant a l'àrea. Després de la seva fallida, la companyia es dissolgué el 1800, i el govern dels Països Baixos hi establí les Índies Orientals Neerlandeses, com a colònia nacionalitzada.
Durant la major part del període colonial indonesi, el control neerlandès sobre aquest territoris era tènue, només a principis del segle xx el domini neerlandès s'estengué per cobrir les àrees dins les fronteres actuals d'Indonèsia. La invasió japonesa i l'ocupació subsegüent, durant la Segona Guerra Mundial, donaren fi al govern neerlandès, i encoratjaren el moviment independentista indonesi que havia estat suprimit anteriorment. Dos dies després de la rendició del Japó el 1945, Sukarno un líder nacionalista influent, declarà la independència de la nació (Revolució Nacional Indonèsia) i en fou designat president. Els Països Baixos provaren de reinstaruar el seu govern; la lluita armada i diplomàtica subsegüent acabà el desembre de 1949 quan, atesa la pressió internacional, els Països Baixos reconegueren formalment la independència indonèsia, amb l'excepció del territori neerlandès de la Nova Guinea Oriental, la qual fou incorporada al territori indonesi després de l'Acord de Nova York de 1962 i l'Acta de l'Elecció Lliure de les Nacions Unides.

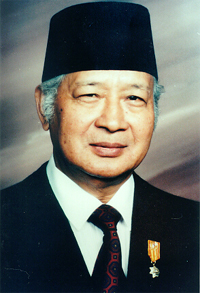
President Suharto

El govern de Sukarno es tornà autoritari, i ell mantingué la seva base de poder equilibrant les forces oposades dels militars i el Partit Comunista d'Indonèsia (PKI). Un cop d'Estat el 30 de setembre de 1965 fou suprimit per l'exèrcit, el qual emprengué una violenta purga anticomunista, durant la qual el cop d'Estat fou atribuït al PKI, i aquest partit fou eliminat. Entre 500.000 i un milió de persones foren mortes. El cap de les forces armades, el general Suharto, assolí ser designat president el 1968. El seu Nou Ordre rebé el suport dels Estats Units, i encoratjà la inversió estrangera directa, un factor important en el creixement econòmic de les següents tres dècades. Tanmateix, aquest Nou Ordre, també autoritari, fou acusat de corrupció i supressió de l'oposició política.
El 1997 i 1998, Indonèsia fou el país més afectat per la Crisi financera asiàtica de 1997. Això causa oposició al Nou Ordre i dugué a la Revolució Indonèsia de 1998. Suharto renuncià el 21 de maig de 1998 El 1999, Timor Oriental votà per separar-se d'Indonèsia, després de la brutal ocupació militar de vint-i-cinc anys, Des de la renúncia de Suharto, Indonèsia ha enfortit el procés democràtic la qual cosa ha inclòs l'autonomia regional i les primeres eleccions presidencials directes. Tot i així, la inestabilitat política i econòmica, la corrupció, els disturbis socials i el terrorisme, han alentit aquest procés. Malgrat que les relacions entre els diversos grups ètnics i religiosos s'han mantingut estables, hi ha hagut problemes amb grups sectaris en algunes regions.